# Maidla
Maidla war eine Landgemeinde (Maidla vald) im Kreis Ida-Viru im Nordosten Estlands. Seit 2013 ist das Gebiet Teil der Landgemeinde Lüganuse.

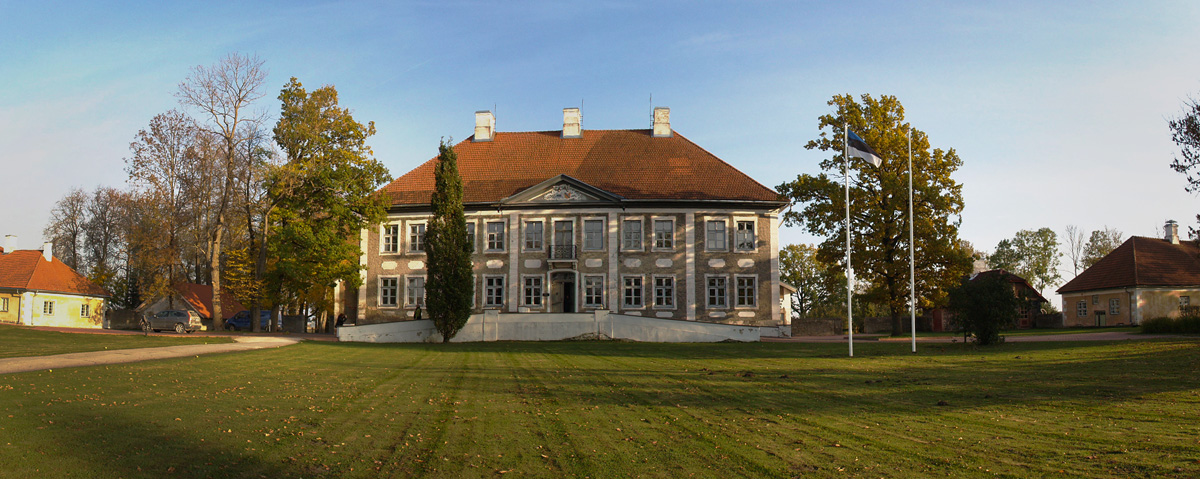
Das barocke Herrenhaus von Maidla

## Beschreibung und Geschichte
Ihre Fläche betrug 332,3 km². 2010 hatte die Gemeinde 755 Einwohner. Verwaltungszentrum der Landgemeinde war das Dorf Savala.
Maidla wurde als Maydalae erstmals 1241 im Liber Census Daniae urkundlich erwähnt. Die Landgemeinde existiert seit 1917. Sie wurde 1938 im Zuge der estnischen Gebietsreform nochmals erweitert. Während der sowjetischen Besetzung Estlands war die kommunale Selbstverwaltung abgeschafft. Sie wurde nach Wiedererlangung der estnischen Unabhängigkeit am 9. April 1992 wiederhergestellt.
Im Süden des waldreichen Gemeindegebiets befindet sich das Naturschutzgebiet Muraka, eine Sumpf- und Moorgegend nördlich des großen Peipussees.

## Wappen
Das Gemeindewappen ist angelehnt an das ursprüngliche Familienwappen der adligen deutschbaltischen Familie Maydell. Es zeigt drei silberfarbene Fische in einem Strom. Maidel (Genitiv maidla) bezeichnet im Estnischen den Karpfenfisch Gründling. Dem das Gemeindegebiet querenden Fluss Purtse entspricht auf dem Wappen ein blauer Schräglinksbalken. Der gelbe Hintergrund des Wappens steht für die fruchtbaren Felder.

## Dörfer
Neben dem Hauptort Savala umfasste die Landgemeinde die Dörfer Aidu, Aidu-Liiva, Aidu-Nõmme, Aidu-Sooküla, Aruküla, Arupäälse, Aruvälja, Hirmuse, Koolma, Kulja, Lipu, Lümatu, Maidla, Mehide, Oandu, Ojamaa, Piilse, Rebu, Rääsa, Salaküla, Sirtsi, Soonurme, Tarumaa, Uniküla, Veneoja und Virunurme.

## Herrenhof von Maidla
Sehenswert ist der Herrenhof im Dorf Maidla. Der Hof wurde erstmals 1465 belegt. Der Besitz gehörte bis 1499 der adligen Familie der Maydell. Der Familienname der Maydells geht wahrscheinlich auf den Ortsnamen Maidla zurück.
Das ursprüngliche Herrenhaus wurde im Nordischen Krieg zerstört. Das gegenwärtige Herrenhaus ließ der Deutsch-Balte Georg Ludwig von Wrangell 1765–1767 durch den Tallinner Architekten Johann Paul Dührschmidt im Barock-Stil errichten. Seit 1925 befindet sich darin die Schule von Maidla. Das Haus wird jetzt zudem für Dienstleistungen im Rahmen des Tourismus genutzt.